# Wolfgang Koschnick
Wolfgang J. Koschnick (* 16. September 1942 in Danzig) ist ein deutscher Publizist und Buchautor mit dem Fachgebiet Medien und Marketing.

## Leben
Koschnick wuchs in Bremen auf und studierte Volkswirtschaft und Politikwissenschaft in Kiel, Houston (Texas) und Berlin und schloss als Diplom-Politologe ab. 
Als Journalist war er in den USA unter anderem für den Boston Globe und zahlreiche andere Zeitungen und Zeitschriften tätig – später auch von Deutschland aus. Er war Leiter der Auslandsabteilung im Institut für Demoskopie Allensbach und Chefredakteur der Spartenzeitschriften Horizont, ZV+ZV und Copy.
Koschnick lebt seit den 1970er Jahren mit seiner Familie in Allensbach am Bodensee.

## Publikationen
Er ist Mitautor des dreibändigen Focus-Lexikons Werbeplanung Mediaplanung Marktforschung Kommunikationsforschung Mediaforschung, des zugehörigen Focus-Lexikons Österreich und des Focus-Lexikons Schweiz sowie des sechsbändigen deutsch-englischen/englisch-deutschen Focus Enzyklopädisches Wörterbuch Marketing, Management, Marktkommunikation. Insgesamt hat er mehr als 50 Bücher in mehreren Sprachen verfasst oder herausgegeben. Englischsprachig erschienen in Großbritannien sein Dictionary of Marketing und in den USA sein Dictionary of Social and Market Research.
Koschnick wandte sich schon früh gegen Versuche einer Reglementierung des Internets und hielt es 1997 für technisch und auch juristisch nicht machbar, Angebote mit pornografischen oder auch mit rassistischen Inhalten zu sperren.
Nach dem Eintritt in den Ruhestand betätigte sich Koschnick in seiner Publikation Der große Betrug (2013) und in Artikeln beim Heise Verlag als Kritiker von Medien und Werbung.
In seiner ebenfalls ab 2013 im Heise Magazin erschienenen, dreißigteiligen Artikelserie Demokratie am Ende? stellt Koschnick sein kritisches Demokratieverständnis anhand von Einzelthesen zum „Niedergang der entwickelten parlamentarischen Parteiendemokratien“ und zur Rolle von Wirtschaft, Verbänden, Seilschaften und Politik in der gesellschaftlichen Wirklichkeit des wiedervereinigten Deutschlands dar, die seiner Ansicht nach ähnlich wie in anderen Teilen der Welt auf das „Ende“ des „Menschheitsideals Demokratie“ hinausläuft.

## Schriften (Auswahl)
- Als Herausgeber: Focus-Jahrbuch 2012. Prognosen, Zukunfts- und Trendforschung. Focus Magazin Verlag, München 2012, ISBN 978-3-9810887-9-3.
- Marketing-Wörterbuch. Deutsch-Englisch/Englisch-Deutsch. Marketing Dictionary. German-English/English-German. Walter de Gruyter, Berlin 2000, ISBN 3-11-015170-7.
- Standard-Lexikon für Markt- und Konsumforschung. 2 Bde. K. G. Saur Verlag, München 1995, ISBN 3-598-11247-5.
- Kompaktwörterbuch für die Sozialwissenschaften/Compact Dictionary of the Social Sciences. K. G. Saur Verlag, München 1993 (Bd. 1, ISBN 3-598-11080-4), 1995 (Bd. 2, ISBN 3-598-11281-5).
- Medien- und Journalistenjahrbuch. Walter de Gruyter, Berlin 1996, ISBN 3-11-014911-7.
- Standard-Lexikon für Mediaplanung und Mediaforschung in Deutschland. 2 Bde., 2. überarbeitete und erweiterte Auflage, K. G. Saur Verlag, München 1995, ISBN 3-598-11170-3.
- Rupert Murdoch. Der Medientycoon. Econ Verlag Düsseldorf 1990. ISBN 3-430-15627-0.
- Der große Betrug. Die hartnäckigsten Lügen und Irrtümer über Werbung. Tectum, Marburg 2013, ISBN 978-3-8288-3207-7.
- Eine Demokratie haben wir schon lange nicht mehr. Abschied von einer Illusion. Westend Verlag, Frankfurt 2016, ISBN 978-3-8648-9127-4.